# Passiflora variolata
Passiflora variolata là một loài thực vật có hoa trong họ Lạc tiên. Loài này được Poepp. & Endl. mô tả khoa học đầu tiên năm 1838.